# 马斯登韦尔赫
马斯登韦尔赫，是西班牙加泰罗尼亚塔拉戈纳省的一个市镇。总面积15平方公里，总人口950人（2001年），人口密度63人/平方公里。